# Rzochów
Rzochów – osiedle Mielca w woj. podkarpackim, w powiecie mieleckim. Dawniej miasto; uzyskał lokację miejską przed 1382 rokiem, zdegradowany w 1896 roku. 1 stycznia 1985 włączony do Mielca.

## Historia
Rzochów otrzymał prawa miejskie między 1379 a 1382. W XVII wieku był znany z wyrobów garncarskich. Był wtedy również ośrodkiem ruchu braci polskich popieranego przez ród Tarnowskich. W 1629 roku właścicielem miasta Żochów w powiecie pilzneńskim województwa sandomierskiego był Stanisław Lubomirski. W 1631 roku wśród mieszkańców odnotowano pierwszego Żyda, a w 1765 rzochowska społeczność żydowska liczyła już 94 osoby. W połowie XVII wieku Rzochów został znacznie zniszczony w okresie najazdu szwedzkiego. W latach 1772–1918 znalazł się pod zaborem austriackim. W 1799 roku tutejsi Żydzi wybudowali drewnianą synagogę. W XIX wieku Rzochów stał się znanym ośrodkiem szewstwa i garbarstwa.
W 1887 roku miejscowość uzyskała połączenie kolejowe z Dębicą i Sandomierzem. W okresie międzywojennym Rzochów przybrał charakter rolniczy, w tym też czasie wielu mieszkańców wyemigrowało za granicę. Podczas II wojny światowej miejscowość została poważnie zniszczona, po wojnie odbudowana.

## Historia administracyjna
W 1896 roku utracił prawa miejskie, stając się miasteczkiem. Od 1896 gmina jednostkowa w powiecie mieleckim, za II RP w woј. krakowskim. 1 kwietnia 1925 do gminy Rzochów przyłączono przysiółek Rżyska i folwarki Wojsław Dwór i Rżyska Dwór z gminy Wojsław. 1 kwietnia 1930 Rżyska (oprócz niektórych parceli) włączono z powrotem do gminy Wojsław.
W 1934 w nowo utworzonej zbiorowej gminie Mielec, gdzie utworzył gromadę (tracąc status miasteczka).
Podczas II wojny światowej w gminie Mielec w Landkreis Dębica w dystrykcie krakowskim (Generalne Gubernatorstwo), częściowo włączony do Heeresgutsbezirk Truppenübungsplatz Süd Dęba i SS-Gutsbezirk Truppenübungsplatz Heidelager. Liczył wtedy 918 mieszkańców.
Po wojnie znów w gminie Mielec w powiecie mieleckim, w nowo utworzonym województwie rzeszowskim.
Jesienią 1954 zniesiono gminy tworząc gromady. Rzochów wszedł w skład nowo utworzonej gromady Rzemień, gdzie przetrwał do końca 1972 roku, czyli do kolejnej reformy gminnej.
1 stycznia 1973 ponownie w gminie Mielec. 1 czerwca 1975 w małym woj. rzeszowskim.
1 stycznia 1985 Rzochów włączono do Mielca. Od 1973 częścią osiedla jest Podlas oraz Łuże, stanowiące odległą eksklawę Mielca za lasem w stronę Kolbuszowej, które przed wojną było samodzielną wioską.

## Zabytki
- Kaplica grobowa (1840–1843)
- Kaplica cmentarna (1883)
- Drewniane domy (XIX wiek)

W Rzochowie znajdował się również drewniany kościół parafialny pw. św. Marka Ewangelisty z 1843. Został rozebrany i przeniesiony do skansenu w Kolbuszowej.